# Bundesstraße 492
De Bundesstraße 492 (afkorting: B 492) is een 30,2 kilometer lange bundesstraße in de Duitse deelstaat Baden-Württemberg en Beieren.

## Verloop
De weg bestaat uit twee delen.

## Westelijk deel
Het westelijk deel is 16,9 kilometer lang en begint in Blaubeuren op een kruising met de B 29 Reutlingen-Ulm
De weg loopt langs Schmiechen, Allmendingen om op de rondweg van Ehingen aan te sluiten op de B 311 Neu Ulm-Sigmaringeen en de B 465 Bad Urach-Biberach an der Riß Dit deel van de weg werd in de jaren 70 van de 20e eeuw ingesteld om Ulm een betere verrbinding te geven met het achterland.

## Oostelijk deel
Het oostelijk deel is 13,3 kilometer lang en begint aan de afrit Giengen an der Brenz/Herbrechtingen (A 7) en loopt langs Hermaringen, Sontheim an der Brenz en Medlingen en sluit bij Gundelfingen an der Donau aan op de B 16.
Dit deel werd in de jaren 80 van de 20e eeuw aangelegd. De reden hiervan is echter niet duidelijk, omdat er geen enkele verbinding is tussen de twee delen.
B2 · B2a · B2R · B3 · B4 · B4R · B8 · B10 · B11 · B12 · B13 · B13n · B14 · B15 · B15n · B16 · B17 · B18 · B19 · B20 · B21 · B22 · B23 · B25 · B26 · B26a · B27 · B28 · B28a · B29 · B30 · B31 · B31a · B32 · B33 · B33a · B34 · B35 · B36 · B37 · B38 · B38a · B39 · B44 · B45 · B47 · B85 · B89 · B131n · B173 · B276 · B278 · B279 · B285 · B286 · B287 · B289 · B290 · B291 · B292 · B293 · B294 · B295 · B296 · B297 · B298 · B299 · B300 · B301 · B302 · B303 · B304 · B305 · B306 · B307 · B308 · B309 · B310 · B311 · B312 · B313 · B314 · B315 · B316 · B317 · B318 · B319 · B340 · B378 · B388 · B415 · B425 · B426 · B462 · B463 · B464 · B465 · B466 · B467 · B468 · B469 · B470 · B471 · B472 · B491 · B492 · B500 · B505 · B512 · B523 · B532 · B533 · B535 · B588 · B999